# Xenodiscula
Xenodiscula é um género de gastrópode  da família Sagdidae.
Este género contém as seguintes espécies:
- Xenodiscula taintori